# GSC3464-1101
GSC3464-1101 — хімічно пекулярна зоря спектрального класу A1, що має видиму зоряну величину в смузі V приблизно  9,9.
Вона  розташована на відстані близько 1028,9 світлових років від Сонця.